# Đảo Mãnh Hổ
đảo Mãnh Hổ (tiếng Trung: 猛虎嶼; Hán-Việt: Mãnh Hổ tự/dữ; bính âm: Měnghǔ Yǔ; Bạch thoại tự: bíng-hóo-sū), tên cũ là đảo Hổ Tử (虎仔嶼), là một đảo nhỏ thuộc xã Liệt Tự, huyện Kim Môn , tỉnh Phúc Kiến, Trung Hoa Dân Quốc (Đài Loan). Năm 1960, chính quyền Trung Hoa Dân Quốc đổi tên như hiện nay. Tuy nhiên,  các bản đồ hay tài liệu củ Cộng hòa Nhân dân Trung Hoa vẫn sử dụng tên "đảo Hổ Tử".
Đảo nằm ngoài khơi tỉnh Phúc Kiến của Trung Quốc đại lục, cách 3,7 km về phía tây nam của đảo chính của xã Liệt Tự., là trung điểm giữa đảo Đại Đảm và đảo Tiểu Kim Môn (Liệt tự). Kể từ thời kỳ nội chiến Quốc-Cộng trở đi, đảo này trở thành đảo tiền tuyến chiến địa do Trung Hoa Dân Quốc quản lý, và là khu vực quân sự.
Mặc dù so với đảo Đại Đảm và Nhị Đảm thì đảo Mãnh Hổ nằm xa Hạ Môn của Trung Quốc đại lục hơn, nhưng khoảng cách cũng khá gần. Đảo bao gồm một phần chính và một bãi đá ngầm phụ thuộc lớn ở góc đông nam, diện tích đảo khoảng 0,025 km2. Phần chính của đảo Mãnh Hổ cao gần 50 m so với mực nước biển, địa thế cao dựng đứng, hầu như có các vách đá bao quanh, là địa điểm dễ thủ khó công. Do đảo Mãnh Hổ đóng vai trò trấn giữ tuyến đường thủy phía nam vịnh Hạ Môn (tức tuyến đường thủy với bên ngoài của cụm cảng Hạ Môn ), nó có thể đóng vai trò yểm trợ hỏa lực tầm trung và tuyến đường tiếp tế để cố thủ.